# Odontomachus rixosus
Odontomachus rixosus är en myrart som beskrevs av Smith 1857. Odontomachus rixosus ingår i släktet Odontomachus och familjen myror. Inga underarter finns listade i Catalogue of Life.